# Херман I (Швабия)
Херман I (на немски: Hermann I, † 10 декември 949) от династията на Конрадините, е от 926 до 949 г. като пръв от неговата фамилия херцог на Швабия.

## Биография
Той е син на лотарингския херцог Гебхард († 948) и Ида. Братовчед е на източнофранкския крал Конрад I.
През 939 г. Херман е граф в Лангау, а от 948 г. граф в Ауелгау. От 947 г. е светски абат на Ехтернах и основава манастира „Св. Флорин“ в Кобленц.
Херман I се жени през 926 г. за Регелинда от Цюрихгау († 958), вдовицата на херцог Бурхард II († X 926), дъщеря на граф Еберхард I. Ото I Велики жени синът си Лиудолф през 947/948 г. с Ида (Ита) († 17 май 986), единствената дъщеря и наследничка на Херман.
Херман е погребан в църквата на манастира на остров Райхенау на Боденското езеро.